# Bartolomeu Bueno de Siqueira
Bartolomeu Bueno de Siqueira (Taubaté, 1653 — ?) foi um bandeirante, companheiro de seu concunhado Antônio Rodrigues Arzão, herdou seus roteiros e descobriu ouro em Minas Gerais.